# Magyar Építőművészek Szövetsége
A Magyar Építőművészek Szövetsége (MÉSZ) önkéntes tagságon alapuló civil szervezet, magyar építészek számára. Elsősorban szakmai, társadalmi, kulturális, művészeti kérdésekkel, programokkal foglalkozik, általában a Magyar Építész Kamarával együttműködve. A MÉSZ székhelye az Építészek háza (1088 Budapest, Ötpacsirta u. 2.), elnöke 2024-től Nagy Csaba.

## Története
Bár a magyar építészek társadalmi képviseletére 1867-ben, a kiegyezés évében létrejött a Magyar Mérnök- és Építész-Egylet, a századforduló környékén a művészeti élet viharos változásai, az építészszakma presztízsének megerősödése új, önálló szervezet létrehozását tették szükségessé. A Magyar Építőművészek Szövetségének 1902 áprilisára keltezett alapító okirata így szól: „Alulírott magyar építő művészek szükségesnek és óhajtandónak tartjuk, hogy egy oly kizárólag művészi egyesület alapíttassék meg, amely egyesegyedül a magyar építő művészet érdekeit lesz hivatva képviselni. Kijelentjük, hogy ezen egyesületet megalakítani óhajtjuk és hogy abba belépünk.” Alatta 24 építész aláírása: Lechner Ödön, Kosztolányi-Kann Gyula, Márkus Géza, id. Bobula János, Jakab Dezső, Spiegel Frigyes, Grünwald Mór, Komor Marcell, Bálint Zoltán, Quittner Zsigmond, Jámbor Lajos, Vágó László, Almási Balogh Lóránt, ifj. lovag Bobula János, Jónás Dávid, Sebestyén Arthur, Messinger Lajos, Leitersdorfer (Lajta) Béla, Mezey Sándor, Károlyi Lajos, Vidor Emil, Vágó József, Somló Emil, Steinhardt Antal, Weinréb Fülöp.
A MÉSZ működése 1919–1931 között szünetelt. A háború után a megváltozott szakmai és politikai körülmények (az építészet irányításának, működésének és képviseletének állami kézbe kerülése, valamint erőteljes átalakítása) a szervezet vezetését is határozott lépésekre késztették. 1951. október 26-28. között megrendezték a Magyar Építőművészek Országos Kongresszusát, amely a szervezet újjáalakulását határozta el. A vezetőségi tagok Bálint János, Benkhardt Ágost, Benkő Péter, Gádoros Lajos, dr. Gerő László, Hegedűs Béla, Janáky István, Juhász Jenő, Kaesz Gyula, dr. Kardos György, Károlyi Antal, Kovács Zsuzsa, Körner József, Lévai Andor, Lux László, Major Máté, Malecz Erika, Miskolczy László, Nyíri István, Paulovits László, Perényi Imre, Pogány Frigyes, Preisich Gábor, Szelle Kálmán, Tabéry Iván, Weichinger Károly és Weiner Tibor lettek.
Major Máté 1961. november 21-én, a MÉSZ IV. konferenciáján így érvelt a szervezet és nevének fenntartása mellett: „Tíz esztendeje annak, hogy a magyar tervező építészek mai társadalmi szervezet létrejött és felvette azt a nevet, amelyet az előtte félévszázaddal alakult, Lechner Ödön vezette első ilyen szervezet választott és emelt nagyra a magyar építészet történetében. S noha tagjai, a magyar építészek, személyükre vonatkozóan nem igénylik az „építőművész”-titulust – ennek adományozását az utókorra bízzák – többségükben ragaszkodnak a Magyar Építőművészek Szövetsége nevéhez, nemcsak mert e név a hagyományok helyes követését példázza, hanem mert mintegy deklarálja is az e névvel jelzett célkitűzéseket.”
A MÉSZ nevét 1989-ben a Magyar Építészek Szövetsége és Kamarája névre változtatta, és aktívan közreműködött az önálló Magyar Építész Kamara létrejöttében. Miután utóbbiről 1996-ban törvény született, a jogfolytonos szervezet neve Magyar Építészek Szövetségére rövidült. 2002 novemberében a szervezett alapításának 100. évfordulóját ünneplő közgyűlésen döntés született arról, hogy visszaveszik a régi formát, azóta ismét Magyar Építőművészek Szövetsége a hivatalos elnevezés.
2009 októberében a MÉSZ elnöke sajtótájékoztatón jelentette be: a válság leküzdéséhez EU-projektekre és összefogásra van szükség, „azonban ehhez az új irányítási struktúra, a jogszabályok egyszerűsítése, az oktatás, továbbképzés, szakképzés hatékonyabb kihasználása elengedhetetlen. Nem tékozolhatjuk el azt az oktatási potenciált, amivel még rendelkezünk, a hatékonyságnak kell érvényre jutnia. Ehhez magas minőségű munkára, reális minimális díjazásra és igazságos munkaelosztásra van szükség.” E célokat szentesítve 23 építész erősítette meg a MÉSZ 1902-es alapszabályát: Balázs Mihály, Bodonyi Csaba, Benczúr László, Bitó János, Borvendég Béla, Cságoly Ferenc, Csete György, Ferencz István, Finta József, Istvánfi Gyula, Kapy Jenő, Kálmán Ernő, Kerényi József Péter, Kévés György, Lázár Antal, Makovecz Imre, Marosi Miklós, Meggyesi Tamás, Patonai Dénes, Plesz Antal, Puhl Antal, Török Ferenc, Vadász György, Vajai Tamás, Vámossy Ferenc, Virág Csaba, Winkler Gábor, Zalaváry Lajos.

## A MÉSZ elnökei
- 1902-1904: Hauszmann Alajos
- 1904-1906: Quittner Zsigmond
- 1906-1909: Pecz Samu
- 1909-1910: Palóczi Antal
- 1910-1912: Lechner Ödön
- 1912-1915: dr. Neuschloss Kornél
- 1915-1917: Spiegel Frigyes
- 1932-1934: Toronyi Fellner Sándor
- 1934-1937: Vidor Emil
- 1937-1939: Toronyi Fellner Sándor
- 1939-1942: Jánszky Béla
- 1942-1944: Horváth Antal
- 1951-1953: Kardos György
- 1953-1955: Tabéry Iván
- 1955-1964: Major Máté
- 1964-1968: Reischl Antal
- 1967-1969: Pogány Frigyes
- 1970-1972: Szendrői Jenő
- 1973-1982: Böhönyey János
- 1982-1990: Borvendég Béla
- 1990-1997: Müller Ferenc
- 1997-2001: Patonai Dénes
- 2001-2005: Weiler Árpád
- 2005-2008: Reischl Gábor
- 2008-2012: Kálmán Ernő
- 2012-2016: Sáros László
- 2016-2024: Krizsán András
- 2024-től: Nagy Csaba[5][6]

## Tevékenysége, működése
A szervezet 1903-ban elindította saját folyóiratát Magyar Pályázatok néven, amely 1907-ben a Magyar Építőművészet nevet vette fel; 1997 óta Régi-Új Magyar Építőművészet néven működik, máig a szervezet kiadásában jelenik meg. A MÉSZ és a Magyar Építész Kamara kiadásában emellett évente tízszer megjelenik az Építész Közlöny.
1901-1919 között Wellisch Alfréd építész alapítványából a MÉSZ évente két pályázatot hirdetett meg, egyet a műegyetemi hallgatók számára, 200 korona pályadíjjal, egyet pedig a szervezet levelező tagjai számára, 600 és 200 koronás díjakkal.
A MÉSZ gondozza az 1989 óta évente átadott Kotsis Iván-érmet, a 2010-ben alapított Magyar Építőművészetért Érmet, valamint a 2013-ban létrehozott Vedres György-díjat. 
Az 1950-es években a szervezet égisze alatt jött létre a MÉSZ Mesteriskola, amelyet 1957-től egészen haláláig, 2000-ig vezetett Szendrői Jenő. A végzett építészek számára posztgraduális képzést kínáló, kétéves Mesteriskola után lehetett a MÉSZ teljes jogú tagjává válni. 1960-ban a Mesteriskolát betiltották, csak 1970-ben indulhatott újra, Fiatal Építészek Köre (FÉK) néven. 1982-től újra a régi nevet használja. 1992 óta a Mesteriskola működését és önállóságát az Építész Mester Egylet biztosítja, de a MÉSZ továbbra is támogatja az intézményt. 2002 óta adják át a Mesteriskolával közösen létrehozott Szendrői Jenő-díjat az iskolát elvégzett hallgatók közül választott díjazottnak.
A MÉSZ látja el az Union International des Architectes (az Építészek Nemzetközi Szövetsége, UIA), az Architects Council of Central and East-Europe (Közép- és Kelet-európai Építészeti Tanács, ACCEE), valamint az European Salaried Architects Group (Európai Alkalmazott Építészek Szövetsége, EUROSAG) magyarországi képviseletét, emellett szervezetileg támogatja az Union Internationale des Femmes Architectes (Női Építészek Nemzetközi Szervezete, UIFA) magyar tagozatát, illetbe a 40 év alatti építészek számára pályázatokat szervező páneurópai szervezet, az EUROPAN magyar tagozatát
A MÉSZ szakmai tagozatai: Terület- és településfejlesztés; Épülettervezés; Belsőépítészet; Műemlékvédelem; Táj- és Kertépítészet. Szervei: az évente ülésező, négyévente tisztújítást tartó közgyűlés, valamint a maximum 25 fős vezetőség, az ötfős elnökség, illetve a hetente összeülő elnöki tanács (tagjai az elnök, az elnökhelyettes, a jogtanácsos és a titkár). Az apparátus vezetője a titkár.